# Vernet, Haute-Garonne
Vernet là một xã thuộc tỉnh Haute-Garonne trong vùng Occitanie tây nam nước Pháp. Xã này nằm ở khu vực có độ cao trung bình 166 mét trên mực nước biển.
Sông Lèze tạo thành phần lớn ranh giới tây bắc thị trấn. Sông Ariège tạo thành ranh giới phía đông thị trấn.